# تاریخ پارس
تاریخ پارس : از اسکندر مقدونی تا مهرداد اشکانی (به آلمانی: Die 'dunklen Jahrhunderte' der Persis. Untersuchungen zu Geschichte und Kultur von Fārs in frühhellenistischer Zeit) کتابی است که یوزف ویزه‌هوفر در ۱۹۹۴ نوشته است و هوشنگ صادقی در ۱۳۸۸ به فارسی برگردانیده است.

## توضیح
تاریخ پارس از اسکندر مقدونی تا مهرداد اشکانی از زمان انتشار کتاب شاه ، مرده است ...، هیچ نوشته موجزی درباره تاریخ پارس در دوره یونانی گری منتشر نشده است . این مسئله از یک طرف با این نظریه توجیه شده است که دوره مطروحه اغلب به مثابه « دوره گذاری » از دوران درخشان جهانداری هخامنشیان به دوران پارتیان ، به عبارت بهتر ساسانیان ادراک شده و از طرف دیگر ، اسناد اندک و ناهمگون به نظر آمده هیچ پیشرفت شناختی را نوید نمی‌دادند. علاوه بر این ، پژوهش های باستان شناسانه در فارس همواره یافته های نویی را تا چندی پیش به منصه ظهور رسانده اند که اکنون باید مورد توجه قرار گیرند 